# أشفورد (كنت)
آشفورد هي بلدة في مقاطعة كنت بإنجلترا. تقع على نهر جريت ستور في الطرف الجنوبي أو الحافة المنخفضة لنورث داونز، على بعد حوالي 61 ميلاً (98 كم) جنوب شرق وسط لندن و15.3 ميلاً (24.6 كم) شمال غرب فولكستون عن طريق البر. في تعداد 2011، كان عدد سكانها 74204 نسمة. يأتي الاسم من الكلمة الإنجليزية القديمة æscet، مما يشير إلى وجود فورد بالقرب من مجموعة من أشجار الرماد. لقد كانت مدينة تسوق منذ العصور الوسطى، ولا يزال السوق منتظمًا.
كانت كنيسة سانت ماري في آشفورد معلمًا محليًا منذ القرن الثالث عشر، وتوسعت في القرن الخامس عشر. اليوم، تعمل الكنيسة في دور مزدوج كمركز للعبادة والترفيه.
أدى وصول السكك الحديدية من منتصف القرن التاسع عشر فصاعدًا إلى خلق مصدر مهم للعمالة ساهم في نمو المدينة كمحور للسكك الحديدية في وسط خمسة خطوط سكة حديد متميزة. يمر خط السكك الحديدية عالي السرعة (HS1 High Speed 1) بين لندن ونفق القناة عبر محطة آشفورد الدولية للسكك الحديدية وبالتالي يربط المدينة بباريس والوجهات الأوروبية الأخرى. يربط الطريق السريع M20 أشفورد بنفق القناة، وشبكة الطرق السريعة الوطنية (عبر الطريق السريع M25) ولندن (عبر الطريق السريع A20).
تميزت آشفورد بالنمو في العديد من الخطط الحكومية منذ الستينيات فصاعدًا. في السبعينيات، أدى إنشاء طريق دائري مثير للجدل من أربعة حارات جنبًا إلى جنب مع مبنى تشارتر هاوس متعدد الطوابق إلى تدمير أجزاء كبيرة من المدينة القديمة على الرغم من الحفاظ على بعض المناطق. تشمل التغييرات الأخرى في السنوات الأربعين الماضية بناء مركز تسوق County Square، وإعادة تطوير ثكنات تمبلر في ريبتون بارك، وفينبيري العقارية في الجنوب الشرقي، وآشفورد ديزاينر أوتليت الحائز على جائزة.

## تاريخ

### التطورات المبكرة
كانت هناك أدلة على أن البشر سكنوا حول آشفورد منذ العصر الحديدي؛ ثمة عربة يرجع تاريخها إلى 1500 قبل الميلاد على ما يعرف الآن باسم بارو هيل. تم العثور على محورين من العصر الحجري القديم السفلي بالقرب من أشفورد. أثناء بناء مزرعة بارك مزرعة في أواخر التسعينيات، كشفت أعمال التنقيب عن أدوات من العصر الحجري القديم الأعلى والعصر الحجري المتوسط التي يعود تاريخها إلى الألفية السابعة قبل الميلاد. تم اكتشاف عدد من الأدوات الميزوليتية الأخرى أثناء إنشاء وصلة السكك الحديدية لنفق القناة عبر أشفورد.
في بريطانيا الرومانية، تم استخراج خام الحديد في ويلد ونقله إلى آشفورد حيث قام اثنان من مصانع الحديد بمعالجة خام الحديد ليصبح معدنًا عمليًا. افترضت الدراسات الأثرية وجود مستوطنة رومانية إلى الشمال من المركز الحالي، تقريبًا عند تقاطع طريق ألبرت وول رود.
نشأت البلدة الحالية من مستوطنة أصلية تأسست عام 893 بعد الميلاد من قبل السكان الهاربين من الغارة الدنماركية للفايكنج، والذين منحهم لورد سكسوني الأرض لمقاومتهم. يأتي الاسم من الكلمة الإنجليزية القديمة æscet، مما يشير إلى وجود فورد بالقرب من مجموعة من أشجار الرماد. في وقت كتاب يوم القيامة لعام 1086، كان لا يزال معروفًا باسمه الساكسوني الأصلي اسيتسفورد (أو إشيتيسفورد، اسيليسفورد). كان القصر مملوكًا لهيو دي مونتفورت، شرطي إنجلترا ورفيق ويليام الفاتح، وكان له كنيسة وطواحين بقيمة 150 شلنًا (7.50 جنيهًا إسترلينيًا) في ذلك الوقت.
 من أقدم البيوت في المنطقة التي لا تزال موجودة هو بيت البحيرة في ايستويل بارك إلى الشمال من المدينة، والذي يحتوي على قبر ريتشارد بلانتاجنيت.

### العصور الوسطى
نمت أهمية آشفورد كمدينة زراعية وسوقية في القرن الثالث عشر، وفي عام 1243، منح الملك هنري الثالث المدينة ميثاقًا لعقد سوق للماشية. توسعت صناعة الفخار في القرنين الثالث عشر والرابع عشر، حيث استندت الأعمال الرئيسية إلى ما يعرف الآن بركن الفخار، على بعد أميال قليلة إلى الغرب من وسط المدينة. تشير الأدلة اللاحقة من فحص النفايات إلى أن الإنتاج كان على نطاق واسع. اكتشفت جمعية كينت الأثرية الأواني الرملية في هذا الموقع والتي يرجع تاريخها إلى حوالي 1125 - 1250.
جاك كيد، الذي قاد التمرد ضد المسؤولين الملكيين الفاسدين في عام 1450، ربما كان على صلة بآشفورد. في الجزء الثاني من رواية ويليام شكسبير هنري السادس، كيد يتحدث مع «ديك الجزار من أشفورد».
في القرنين السادس عشر والسابع عشر، اشتهر آشفورد بعدم المطابقة. تم إعدام أحد السكان المحليين، جون براون، بدعوى الهرطقة في عام 1517، وربما كان مصدر إلهام لأغنية "John Brown's Body" التي تحمل الاسم نفسه. حصل توماس سميث على قصر أشفورد كمهر من الملكة إليزابيث الأولى في منتصف القرن السادس عشر، ودُفن في كنيسة الرعية.
ولد الدكتور جون واليس، عالم الرياضيات المعترف به دوليًا وأحد المعلمين الرئيسيين لإسحاق نيوتن، في أشفورد عام 1616، لكنه انتقل إلى تينتردي.

## الثقافة والمجتمع

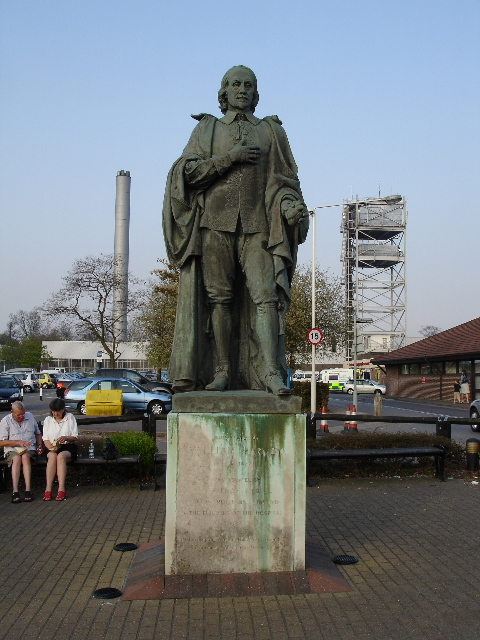
تمثال ويليام هارفي عند مدخل مستشفى ويليام هارفي بالقرب من أشفورد.

يوجد في آشفورد الآن أقدم وحدة تابعة لجمعية الإسعاف في سانت جون. جون فورلي [الإنجليزية]، مؤسس الجمعية، ولد في أشفورد. أسس جمعية الصليب الأحمر البريطانية في عام 1868، وحصل على دعم من دوق إدنبرة عن طريق أميرال ملكي يعيش في إيستويل بارك، بالقرب من المدينة.
تم افتتاح مصحة جروفنر في عام 1915 لمساعدة المرضى الذين يعانون من مرض السل، ويمكن أن تستوعب 110 مريضًا من الذكور و78 من الإناث. عاشت الفيلسوفة سيمون فايل في أشفورد بعد هروبها من فرنسا خلال الحرب العالمية الثانية. شعرت بالذنب لأنها تركت الفرنسيين وراءها في المعاناة فلم تأكل جيدًا. أصيبت بعد ذلك بالسل وتم نقلها إلى المصحة حيث توفيت في عام 1943.
افتتح مستشفى آشفورد غرب المدينة في 3 أغسطس 1928، ليحل محل مبنى أصغر من القرن التاسع عشر في المدينة. استخدم مؤخرًا كمركز صحي ودار للتقاعد ولكن تم إلغاء خطط إعادة تطويره إلى وحدة صحية محلية في عام 2012.
المستشفى الرئيسي في أشفورد هو مستشفى ويليام هارفي، بالقرب من ويلسبورو. سمي على اسم ويليام هارفي، الطبيب الذي اكتشف جهاز الدورة الدموية. تم بناء المستشفى لأن الحكومة قررت أن المستشفى القديم سيكون صغيرًا جدًا ليلبي احتياج المرضى مع ما تشهده مدينة آشفورد من نمو، وبحثت عن موقع بمساحة 30 فدانًا يمكن أن يكون به مستشفى مبني بميزانية 7-8 ملايين جنيه إسترليني. بدأ العمل في بناء المستشفى عام 1973 وبدأ العمل به عام 1977، وافتتح عام 1979.

## التعليم
يوجد في آشفورد اثنتا عشرة مدرسة ابتدائية مدرستان للأساسي وثلاث مدارس ثانوية وكلية. تأسست مدرسة نورتون كناتشبول في آشفورد حوالي عام 1630 كمدرسة أساسيات مجانية تحمل اسم المؤسس نفسه، السير نورتون كناتشبول. استمرت المدرسة في قيادة وتمويل عائلة كناتشبول بسبب شرط في وصيته في عام 1636. كانت تُعرف ببساطة باسم مدرسة أشفورد النحوية حتى عام 1980. كان مقر المدرسة الأصلية بجوار الكنيسة في وسط المدينة، لكنها انتقلت عدة مرات. بحلول القرن العشرين، انتقلت إلى موقعها الحالي على طريق هايث. تم بناء مباني المدرسة الحالية في أواخر التسعينيات. المدرسة النحوية المقابلة للبنات هي مدرسة القواعد النحوية العالية للبنات الواقعة غرب المدينة. تم افتتاحها كمدرسة مقاطعة للبنات في عام 1908، قبل أن تنتقل إلى مقرها الحالي في شارع ميدستون في عام 1928. هناك أيضًا مدرسة مستقلة خاصة، مدرسة أشفورد في إيست هيل، والتي تأسست عام 1898. على مدار معظم تاريخها، لم تسمح إلا للفتيات بالانضمام لها، على وفيما بعد بدأ قبول الأولاد في عام 2006.
تشمل المدارس التي سيتم افتتاحها مؤخرًا في آشفورد مدرسة ريبتون مانور الابتدائية، التي بنيت على تمبلر باراكس السابقة، والتي افتتحت في سبتمبر 2012 ومدرسة مجتمع الماعز ليس الابتدائية التي افتتحت في سبتمبر 2013 ومدرسة فينبيري الابتدائية التي افتتحت في 2017 بالإضافة إلى المدارس النحوية، هناك عدد من المدارس الثانوية الأخرى، بما في ذلك المدارس المخصصة لذوي الاحتياجات الخاصة. تقع كلية آشفورد في الأصل في هينوود، شرق المدينة؛ تم تشييد مبنى جديد للكلية في وسط المدينة، وافتتح في سبتمبر 2017.

## مواقع دينية

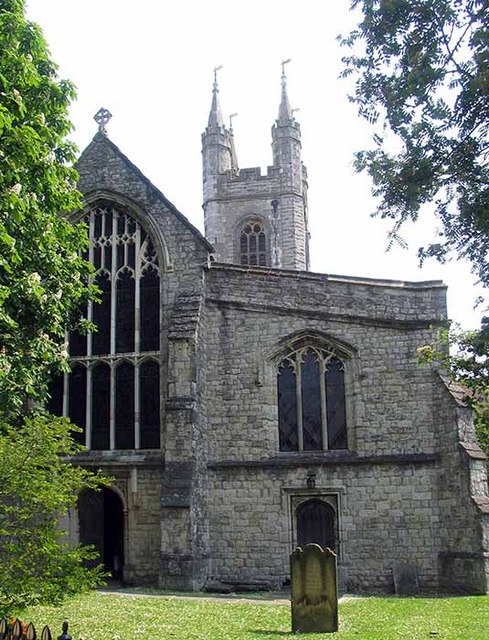
تعود كنيسة سانت ماري، آشفورد، إلى القرن الثالث عشر، ولكن تم تعديلها على نطاق واسع في القرن الخامس عشر بواسطة جون فوج.

تقع كنيسة أبرشية سانت ماري في وسط المدينة. يعود تاريخ أجزاء منها إلى القرن الثالث عشر. أشرف جون فوج على تغييرات جوهرية في الكنيسة في أواخر القرن الخامس عشر، بما في ذلك إنشاء البرج الذي يبلغ ارتفاعه 120 قدمًا (37 مترًا) ورفع السقف. ودفن في الكنيسة وخصصت له نافذة تذكارية.
في 7 أكتوبر 2010، أعاد أسقف دوفر، تريفور ويلموت، ترتيب الكنيسة لتحسين وظيفتها المزدوجة كمكان للعبادة ومركز للفنون ومساحة للأداء تتسع لما يصل إلى 350 شخصًا، بأسلوب مشابه لمصلى الاتحاد، إيسلينجتون. تم إنفاق حوالي 1.7 مليون جنيه إسترليني لتحسين المكان، تم توفير 1.2 مليون جنيه إسترليني منها بتمويل من الاتحاد الأوروبي من خلال برنامج مجمع التجديد الأخضر. تشمل الأعمال التي ظهرت منذ ذلك الحين في الكنيسة، بذور الضياء وتيم بيرجس وغاز كومبس وفرامل تورين.

## أعلام
| - أليكس أرنولد - ألفرد أوستن - بين براون (صحفي) - روجر دين - فريدريك فورسيث - باري فاولر - جون فولر (شاعر) - بوب هولنس - ستيفن هيلز - مارك رايلانس - جيمي ستاف - جون واليس - سيمون فايل - جون ويلز |